# Leucauge badiensis
Espèce
Leucauge badiensis est une espèce d'araignées aranéomorphes de la famille des Tetragnathidae.

## Distribution
Cette espèce est endémique du Sénégal.

## Étymologie
Son nom d'espèce, composé de badi et du suffixe latin -ensis, « qui vit dans, qui habite », lui a été donné en référence au lieu de sa découverte, Badi.

## Publication originale
- Roewer, 1961 : Opilioniden und Araneen, Le Parc National de Niokolo-Koba, 2. Mémoires de l'Institut français d'Afrique noire, vol. 62, p. 33-81.